# Jean-Pierre Kruth
Jean-Pierre Kruth (* 8. Mai 1952 in Knokke) ist ein belgischer Ingenieur, der für die Entwicklungen von Technologien bekannt ist, auf denen 3D-Druck beruht (Additive Manufacturing, AM). Er war Hochschullehrer für Maschinenbau an der Katholischen Universität Löwen (KU Löwen).

## Leben
Kruth begann mit der Entwicklung von Technologien für 3D-Druck in den 1980er Jahren, nachdem er 1979 an der KU Löwen promovierte. Unter anderem entwickelte er Stereolithographie, in der Farbversion mit dem Unternehmen Zeneca. Die Technik wurde unter anderem in der Chirurgie für die Planung von Operationen an anatomischen 3D-Modellen aus CAT-Scans genutzt.
Seit 1987 war er Professor an der KU Löwen, an der er inzwischen emeritiert ist. Von ihm stammen über 500 Veröffentlichungen (Stand 2015).
Aus seinen Forschungen an der KU Löwen entstand 1990 die Firma Materialise und später gründete er LayerWise, die speziell 3D-Druck-Techniken für die Produktion von Metallteilen erstellte.
Er ist auch ein Pionier in der Metrologie, speziell deren Verwendung in Reverse Engineering und Qualitätskontrolle. 1995 gründete er dafür die Firma Metris (ab 2009 Nikon Metrology). 
2015 erhielt er den Bower Award and Prize for Achievement in Science.